# Lloyd Bacon
Lloyd Francis Bacon (* 4. Dezember 1889 in San José, Kalifornien; † 15. November 1955 in Burbank, Kalifornien) war ein US-amerikanischer Schauspieler und Regisseur.

## Karriere
Lloyd Bacon begann seine Karriere als Theaterschauspieler und wechselte 1915 ins Filmgeschäft. Bei der Essanay spielte er an der Seite von Broncho Billy Anderson und Charlie Chaplin, der ihn 1916 zur Mutual mitnahm. Für Chaplin spielte er u. a. romantische Rollen wie in Der Tramp und Der Vagabund oder auch Charlies Doppelgänger in der Titelrolle von Der Ladenaufseher. 1917 stand er für die Triangle vor der Kamera, danach für verschiedene Studios.
Ab 1921 begann Bacon zusätzlich als Regisseur von Kurzfilmkomödien zu arbeiten, zunächst für den Komiker Lloyd Hamilton. In den Jahren 1925/26 führte er auch für die Mack Sennett Comedies Corporation Regie, z. B. bei den Kurzfilmen Circus Today (mit Billy Bevan und Andy Clyde) und A Prodigal Bridegroom (mit Ben Turpin). Zu dieser Zeit gab er nach und nach seine Tätigkeit vor der Kamera auf.
Ab 1926 war Bacon als Langfilmregisseur bei Warner Brothers unter Vertrag und wurde einer der prägenden Regisseure dieses Studios. 1928 führte er Al Jolson mit The Singing Fool zu dessen größtem finanziellen Erfolg und wurde bald einer der führenden Musicalregisseure der Industrie. Dabei arbeitete er oft mit Busby Berkeley zusammen, bei so stilbildenden Streifen wie Die 42. Straße, Parade im Rampenlicht, beide aus dem Jahr 1933, sowie Wonder Bar von 1934. Zu seinen bekannteren Warner-Filmen gehören ferner einige Gangsterkomödien mit Edward G. Robinson.
Bacon kam mit jedem Genre zurecht und hatte sich rasch den Ruf eines exzellenten Handwerkers erworben, der auch mit beschränkten finanziellen Mitteln gute Filme produzieren konnte. Durch die langen Jahre als Komödiant hatte er ein gutes Gespür für Timing und vermochte es, auch umfangreiche Dialoge gut und lebendig auf die Leinwand zu bringen. Nach 1943 arbeitete Bacon bis zu seinem Tod zumeist für 20th Century Fox. Er starb 1955 an einer Hirnblutung.

## Filmografie (Auswahl)

### Regie
- 1926: Glanz und Elend in Hollywood (Broken Hearts of Hollywood)
- 1928: Der singende Narr (The Singing Fool)
- 1929: Sag’ es mit Liedern (Say It With Songs)
- 1930: The Office Wife
- 1930: Moby Dick
- 1930: A Notorious Affair
- 1931: Alle Griffe erlaubt (Sit Tight)
- 1932: Badenix (You Said a Mouthful)
- 1932: The Crooner (siehe Crooning)
- 1933: Mary Stevens, M. D.
- 1933: Die 42. Straße (42nd Street)
- 1933: Parade im Rampenlicht (Footlight Parade)
- 1933: Der Mann mit der Kamera (Picture Snatcher)
- 1933: Mast- und Schotbruch! (Son of a Sailor)
- 1934: Die Wunderbar (Wonder Bar)
- 1934: Dickschädel (Here Comes the Navy)
- 1934: Der Schrecken der Rennbahn (Six-Day Bike Rider)
- 1935: Frisco Kid
- 1936: Heiliges Kanonenrohr! (Sons o’ Guns)
- 1936: Kain und Mabel (Cain and Mabel)
- 1936: Gold Diggers of 1937
- 1937: Mord im Nachtclub (Marked Woman)
- 1937: San Quentin / Alternativtitel: Flucht aus San Quentin
- 1938: Der kleine Star (Boy Meets Girl)
- 1938: Vier Leichen auf Abwegen (A Slight Case of Murder)
- 1939: Oklahoma Kid (The Oklahoma Kid)
- 1939: Zwölf Monate Bewährungsfrist (Invisible Stripes)
- 1939: Geheimagenten (Espionage Agent)
- 1940: Orchid, der Gangsterbruder (Brother Orchid)
- 1940: Knute Rockne, All American
- 1941: Mr. X auf Abwegen (Footsteps in the Dark)
- 1941: Der Herzensbrecher (Affectionately Yours)
- 1942: Die fröhliche Gauner GmbH (Larceny, Inc.)
- 1942: Silver Queen
- 1943: Einsatz im Nordatlantik (Action in the North Atlantic)
- 1943: Fünf Helden (The Fighting Sullivans)
- 1944: Der Sonntagsgast (Sunday Dinner for a Soldier)
- 1945: Die tollkühnen Abenteuer des Captain Eddie (Captain Eddie)
- 1948: Der Pantoffelheld (An Innocent Affair)
- 1949: Der Liebesprofessor (Mother Is a Freshman)
- 1949: It Happens Every Spring
- 1950: Seine Frau hilft Geld verdienen (The Fuller Brush Girl)
- 1951: Froschmänner (The Frogmen)
- 1951: Golden Girl
- 1953: Der große Aufstand (The Great Sioux Uprising)
- 1954: Die lockende Venus (French Line)

### Schauspieler
- 1915: Der Tramp (The Tramp)
- 1915: Entführung (A Jitney Elopement)
- 1916: Der Ladenaufseher (The Floorwalker)
- 1916: Der Feuerwehrmann (The Fireman)
- 1916: Der Vagabund (The Vagabond)
- 1916: Hinter der Leinwand (Behind the Screen)
- 1916: Die Rollschuhbahn (The Rink)
- 1917: Leichte Straße (Easy Street)
- 1919: Der Siedlertreck (Wagon Tracks)